# باوینکل
باوینکل (به آلمانی: Bawinkel) یک شهر در آلمان است که در امسلاند واقع شده‌است. باوینکل ۲٬۳۳۹ نفر جمعیت دارد.